# Richard Tocchet
Richard Tocchet, dit Rick Tocchet, (né le 9 avril 1964 à Scarborough au Canada) est un joueur canadien de hockey sur glace. Rick Tocchet a connu une carrière de dix-huit saisons dans la Ligue nationale de hockey dont dix avec les Flyers de Philadelphie. Il commence sa carrière avec les Flyers mais joue également pour les Penguins de Pittsburgh, les Kings de Los Angeles, les Bruins de Boston, les Capitals de Washington et les Coyotes de Phoenix. Au total, Tocchet amasse 440 buts et 512 passes en 1 144 matchs ainsi que 2 972 minutes de punitions. Il remporte la Coupe Stanley avec les Penguins de Pittsburgh en 1991-1992. Durant une partie de la saison 2005-2006, il a remplacé l'entraîneur-chef, Wayne Gretzky, alors que celui-ci était en deuil de sa mère.

## Biographie

### Carrière junior
Richard Tocchet naît le  9 avril 1964 à Scarborough au Canada, dans la banlieue de Toronto. Il joue avec les Buzzers de St. Michaels, une équipe de Toronto, au cours de la saison 1980-1981. Lors de la saison 1981-1982, il rejoint les Greyhounds de Sault-Sainte-Marie de la Ligue de hockey de l'Ontario. Il se fait remarquer en étant le troisième joueur le plus pénalisé de son équipe avec 184 minutes de pénalités. Lors de la saison suivante, il joue toujours avec les Greyhounds qui finissent meilleure formation de la LHO mais perdent par la suite en finale de la Coupe J.-Ross-Robertson. Le 8 juin 1983, il participe au repêchage d'entrée dans la Ligue nationale de hockey. Il est alors le cinquième joueur choisi par les Flyers de Philadelphie au sixième tour au total.
Tocchet ne rejoint pas pour autant les Flyers et joue encore une saison dans les rangs juniors. Au cours des séries de 1984, il compte 22 buts alors que son équipe perd en demi-finale. Il s'agit à l'époque du plus haut total de buts pour un joueur au cours des séries. Au cours de cette saison 1983-1984, il compte 209 minutes de pénalités, le quatrième total de la LHO, mais enregistre également 108 points, le deuxième total de son équipe.

### Une première fois avec les Flyers
Tocchet fait ses débuts avec les Flyers lors de la saison 1984-1985 aux côtés de Peter Zezel, le premier choix du repêchage de 1983. Tocchet se distingue par son jeu rugueux et il finit la saison avec 181 minutes de pénalités, le plus haut total des Flyers. Son équipe est la meilleure équipe de la saison régulière avec 113 points mais perd en finale des séries éliminatoires de la Coupe Stanley 1985.
Au fur et à mesure des saisons qui se suivent, Tocchet augmente ses statistiques aussi bien au niveau des points que pour les pénalités. Au cours des séries de 1987, les Flyers et Tocchet participent une nouvelle fois à la finale de la Coupe Stanley mais ils perdent en sept rencontres contre les Oilers d'Edmonton. Au cours de cette saison 1987-1988, il connaît son plus haut total de punitions avec 299 minutes de pénalités récoltées. Fin août, Tocchet est sélectionné pour jouer avec l'équipe du Canada lors de la Coupe Canada. Son équipe remporte le tournoi, Tocchet inscrivant cinq buts en sept rencontres. À la fin de la saison suivante, il comptabilise 81 points et 183 minutes de pénalités mais surtout 45 buts, son plus haut total depuis ses débuts. Malgré ses bonnes statistiques, Tocchet et son équipe ne parviennent toujours pas à remporter la Coupe Stanley, ils sont éliminés lors des séries 1988 en finale d'association par les Canadiens de Montréal en six rencontres.
En février 1989, il est sélectionné pour la première fois de sa carrière pour le 40e Match des étoiles de la LNH. Il connaît également un nouveau sommet avec 96 points mais son équipe manque les séries pour la première fois depuis ses débuts. Sa saison n'est pas pour autant finie puisqu'il est sélectionné pour jouer le championnat du monde 1990 avec le Canada, qui se classe quatrième. Les Flyers sont une nouvelle fois éliminés des séries de 1991 mais Tocchet est tout de même sélectionné pour jouer la Coupe Canada 1991 avec à la clé une nouvelle victoire en finale. 

### Avec les Penguins
Tocchet commence la saison 1991-1992 avec Philadelphie et est même désigné capitaine de son équipe en prenant la place de Ron Sutter. Il ne finit cependant pas la saison avec l'équipe puisqu'en février 1992, il fait partie d'un échange impliquant plusieurs joueurs. Il rejoint ainsi les Penguins de Pittsburgh, champions en titre, aux côtés de Kjell Samuelsson et de Ken Wregget en retour de Mark Recchi et Brian Benning. Tocchet joue donc aux côtés de Kevin Stevens et de Mario Lemieux pour la fin de la saison 1991-1992 des Penguins de Pittsburgh. L'équipe se classe sixième de la saison régulière et affronte les Capitals de Washington au premier tour des séries 1992. Malgré deux passes décisives de Tocchet lors du deuxième match, les séries débutent mal pour les Penguins qui sont rapidement menés deux matchs à zéro, deux rencontres jouées à Washington. Les Penguins réussissent à remporter le troisième match mais perdent le quatrième 7 à 2. Aux portes de l'élimination Tocchet et sa nouvelle formation parvient à remporter les matchs numéros 5 et 6. Le septième match, décisif, tourne également à l'avantage des Penguins, Tom Barrasso le gardien des Penguins ne laissant passer qu'un seul lancer pour une victoire 3-1. Au cours du deuxième tour, les Penguins sont opposés aux Rangers de New York, meilleure équipe de la saison régulière, et l'équipe de Pittsburgh surprend tout le monde en remportant le premier match 4-2. Finalement, après six rencontres, les Penguins sortent victorieux, la dernière rencontre se concluant sur le score de 5-1 avec deux buts de Tocchet, le premier et le quatrième.
La carrière de l'entraîneur-adjoint des Coyotes de Phoenix est entachée alors qu'il est arrêté le 7 février 2006 pour paris sportifs illégaux. Il plaide coupable le 25 mai 2007.

## Statistiques joueur

### Statistiques en club
| Saison     | Équipe                           | Ligue      |       | Saison régulière | Saison régulière | Saison régulière | Saison régulière | Saison régulière |    | Séries éliminatoires | Séries éliminatoires | Séries éliminatoires | Séries éliminatoires | Séries éliminatoires |
| Saison     | Équipe                           | Ligue      | PJ    | B                | A                | Pts              | Pun              | PJ               | B  | A                    | Pts                  | Pun                  |                      |                      |
| 1981-1982  | Greyhounds de Sault-Sainte-Marie | LHO        | 59    | 7                | 15               | 22               | 184              | 11               | 1  | 1                    | 2                    | 28                   |                      |                      |
| 1982-1983  | Greyhounds de Sault-Sainte-Marie | LHO        | 66    | 32               | 34               | 66               | 146              | 16               | 4  | 13                   | 17                   | 67                   |                      |                      |
| 1983-1984  | Greyhounds de Sault-Sainte-Marie | LHO        | 64    | 44               | 64               | 108              | 209              | 16               | 22 | 14                   | 36                   | 41                   |                      |                      |
| 1984-1985  | Flyers de Philadelphie           | LNH        | 75    | 14               | 25               | 39               | 181              | 19               | 3  | 4                    | 7                    | 72                   |                      |                      |
| 1985-1986  | Flyers de Philadelphie           | LNH        | 69    | 14               | 21               | 35               | 284              | 5                | 1  | 2                    | 3                    | 26                   |                      |                      |
| 1986-1987  | Flyers de Philadelphie           | LNH        | 69    | 21               | 28               | 49               | 288              | 26               | 11 | 10                   | 21                   | 72                   |                      |                      |
| 1987-1988  | Flyers de Philadelphie           | LNH        | 65    | 31               | 33               | 64               | 299              | 5                | 1  | 4                    | 5                    | 55                   |                      |                      |
| 1988-1989  | Flyers de Philadelphie           | LNH        | 66    | 45               | 36               | 81               | 183              | 16               | 6  | 6                    | 12                   | 69                   |                      |                      |
| 1989-1990  | Flyers de Philadelphie           | LNH        | 75    | 37               | 59               | 96               | 196              | -                | -  | -                    | -                    | -                    |                      |                      |
| 1990-1991  | Flyers de Philadelphie           | LNH        | 70    | 40               | 31               | 71               | 150              | -                | -  | -                    | -                    | -                    |                      |                      |
| 1991-1992  | Flyers de Philadelphie           | LNH        | 42    | 13               | 16               | 29               | 102              | -                | -  | -                    | -                    | -                    |                      |                      |
| 1991-1992  | Penguins de Pittsburgh           | LNH        | 19    | 14               | 16               | 30               | 49               | 14               | 6  | 13                   | 19                   | 24                   |                      |                      |
| 1992-1993  | Penguins de Pittsburgh           | LNH        | 80    | 48               | 61               | 109              | 252              | 12               | 7  | 6                    | 13                   | 24                   |                      |                      |
| 1993-1994  | Penguins de Pittsburgh           | LNH        | 51    | 14               | 26               | 40               | 134              | 6                | 2  | 3                    | 5                    | 20                   |                      |                      |
| 1994-1995  | Kings de Los Angeles             | LNH        | 36    | 18               | 17               | 35               | 70               | -                | -  | -                    | -                    | -                    |                      |                      |
| 1995-1996  | Kings de Los Angeles             | LNH        | 44    | 13               | 23               | 36               | 117              | -                | -  | -                    | -                    | -                    |                      |                      |
| 1995-1996  | Bruins de Boston                 | LNH        | 27    | 16               | 8                | 24               | 64               | 5                | 4  | 0                    | 4                    | 21                   |                      |                      |
| 1996-1997  | Bruins de Boston                 | LNH        | 40    | 16               | 14               | 30               | 67               | -                | -  | -                    | -                    | -                    |                      |                      |
| 1996-1997  | Capitals de Washington           | LNH        | 13    | 5                | 5                | 10               | 31               | -                | -  | -                    | -                    | -                    |                      |                      |
| 1997-1998  | Coyotes de Phoenix               | LNH        | 68    | 26               | 19               | 45               | 157              | 6                | 6  | 2                    | 8                    | 25                   |                      |                      |
| 1998-1999  | Coyotes de Phoenix               | LNH        | 81    | 26               | 30               | 56               | 147              | 7                | 0  | 3                    | 3                    | 8                    |                      |                      |
| 1999-2000  | Coyotes de Phoenix               | LNH        | 64    | 12               | 17               | 29               | 67               | -                | -  | -                    | -                    | -                    |                      |                      |
| 1999-2000  | Flyers de Philadelphie           | LNH        | 16    | 3                | 3                | 6                | 23               | 18               | 5  | 6                    | 11                   | 49                   |                      |                      |
| 2000-2001  | Flyers de Philadelphie           | LNH        | 60    | 14               | 22               | 36               | 83               | 6                | 0  | 1                    | 1                    | 6                    |                      |                      |
| 2001-2002  | Flyers de Philadelphie           | LNH        | 14    | 0                | 2                | 2                | 28               | -                | -  | -                    | -                    | -                    |                      |                      |
| Totaux LNH | Totaux LNH                       | Totaux LNH | 1 144 | 440              | 512              | 952              | 2 972            | 145              | 52 | 60                   | 112                  | 471                  |                      |                      |

### Statistiques en équipe nationale
| Année | Équipe           | Compétition          |    | PJ | B | A | Pts | Pun             |  | Résultat |
| 1987  | Équipe du Canada | Coupe Canada         | 7  | 2  | 3 | 5 | 8   | Première place  |  |          |
| 1990  | Équipe du Canada | Championnat du monde | 10 | 4  | 2 | 6 | 14  | Quatrième place |  |          |
| 1991  | Équipe du Canada | Coupe Canada         | 8  | 1  | 1 | 2 | 10  | Première place  |  |          |

## Statistiques entraîneur
| Saison    | Équipe                 | Ligue |    | PJ | V  | D  | Pr   | % V                      |  | Séries éliminatoires |
| 2008-2009 | Lightning de Tampa Bay | LNH   | 66 | 19 | 33 | 14 | 39,4 | Non qualifiés            |  |                      |
| 2009-2010 | Lightning de Tampa Bay | LNH   | 82 | 34 | 36 | 12 | 48,8 | Non qualifiés            |  |                      |
| 2017-2018 | Coyotes de l'Arizona   | LNH   | 82 | 29 | 41 | 12 | 42,7 | Non qualifiés            |  |                      |
| 2018-2019 | Coyotes de l'Arizona   | LNH   | 82 | 39 | 35 | 8  | 52,4 | Non qualifiés            |  |                      |
| 2019-2020 | Coyotes de l'Arizona   | LNH   | 70 | 33 | 29 | 8  | 52,9 | Éliminé au deuxième tour |  |                      |
| 2020-2021 | Coyotes de l'Arizona   | LNH   | 56 | 24 | 26 | 6  |      | Non qualifiés            |  |                      |
| 2022-2023 | Canucks de Vancouver   | LNH   | 36 | 20 | 12 | 4  |      | Non qualifiés            |  |                      |
| 2023-2024 | Canucks de Vancouver   | LNH   | 82 | 50 | 23 | 9  |      | Éliminé au deuxième tour |  |                      |

## Trophées et honneurs personnels
- Vainqueur de la Coupe Canada 1987 et 1991
- Sélectionné pour jouer le Match des étoiles de la LNH : 1989, 1990, 1991 et 1993
- Champion de la Coupe Stanley en 1992 avec les Penguins de Pittsburgh
- Entraîneur-chef au 68e Match des étoiles de la LNH
- Récipiendaire du trophée Jack-Adams en 2023-2024